# Liste der Stolpersteine in Bendorf
In der Liste der Stolpersteine in Bendorf werden jene Gedenksteine aufgeführt, die im Rahmen des Projektes Stolpersteine des Künstlers Gunter Demnig auf dem Gebiet der Stadt Bendorf verlegt wurden. Bis heute wurden an fünf Terminen insgesamt 27 Stolpersteine gesetzt; Zuerst am 5. September 2008 und zuletzt am 12. November 2022.

## Verlegte Stolpersteine
| Adresse                               | Name                  | Inschrift | Verlegedatum  | Bild | Anmerkung |
| ------------------------------------- | --------------------- | --- | ------------- | --- | --- |
| Mülhofen Am Schulenberg 23 (Standort) | Anton 'Toni'Gelhard   | Hier wohnte Anton 'Toni' Gelhard Jg. 1899 im Widerstand/SPD verhaftet 18.12.1935 Gefängnis Koblenz entlassen 1938 1944 Gestapohaft Koblenz 1944 Buchenwald befreit  | 18. Mai 2018  | Bild gesucht Der Benutzer GeorgDerReisende ( Diskussion ) wünscht sich an dieser Stelle ein Bild vom Ort mit diesen Koordinaten 50.425327 7.556081 . Motiv: Am Schulenberg 23: der Stolperstein für Anton Gelhard, die Lage und das Haus Falls du dabei helfen möchtest, erklärt die Anleitung , wie das geht. BW                          | |
| Bendorf Bachstr. 1 (Standort)         | Alfred Löb            | Hier wohnte Alfred Löb Jg. 1884 deportiert 1942 Izbica ermordet in Sobibor                                                                                          | 5. Sep. 2008  | | Alfred Löb wurde am 9. März 1884 in Bendorf geboren. Wenige Tage nach der Reichspogromnacht wurde er vom 15. November bis zum 22. Dezember 1938 im Konzentrationslager Dachau interniert. Von Koblenz aus erfolgte am 22. März 1942 die Deportation der Familie Löb in das Ghetto Izbica. |
| Bendorf Bachstr. 1 (Standort)         | Emma Löb              | Hier wohnte Emma Löb geb. Baum Jg. 1892 deportiert 1942 Izbica ermordet in Sobibor                                                                                  | 5. Sep. 2008  | | Emma Löb geborene Baum, war am 6. März 1892 in Bausendorf zur Welt gekommen. Im Alter von 50 Jahren wurde sie mit ihrem Mann und zwei Kindern am 22. März 1942 in das Ghetto Izbica deportiert.                                                                                           |
| Bendorf Bachstr. 1 (Standort)         | Bruno Löb             | Hier wohnte Bruno Löb Jg. 1928 deportiert 1942 Izbica ermordet in Sobibor                                                                                           | 5. Sep. 2008  | | Der am 30. April 1928 in Bendorf geborene Bruno Löb wurde gemeinsam mit seinen Eltern und seiner Schwester von Koblenz aus in das Ghetto Izbica deportiert. |
| Bendorf Bachstr. 1 (Standort)         | Brunhilde Löb         | Hier wohnte Brunhilde Löb Jg. 1928 deportiert 1942 Izbica ermordet in Sobibor                                                                                       | 5. Sep. 2008  | | |
| Bendorf Engerser Straße 15 (Standort) | Jakob Jacob Daniel    | Hier wohnte Jakob Jacob Daniel Jg. 1870 deportiert 1942 Theresienstadt 1942 Treblinka ermordet                                                                      | 12. Nov. 2022 | Bild gesucht Der Benutzer GeorgDerReisende ( Diskussion ) wünscht sich an dieser Stelle ein Bild vom Ort mit diesen Koordinaten 50.421645 7.571244 . Motiv: Engerser Straße 15: die Stolpersteine für die Familie Daniel und Max Alexander, die Lage und das Haus Falls du dabei helfen möchtest, erklärt die Anleitung , wie das geht. BW | |
| Bendorf Engerser Straße 15 (Standort) | Paula Daniel          | Hier wohnte Paula Daniel geb. Weinstock Jg. 1875 deportiert 1942 Theresienstadt 1942 Treblinka ermordet                                                             | 12. Nov. 2022 | Bild gesucht Die Wikipedia wünscht sich an dieser Stelle ein Bild vom hier behandelten Ort. Falls du dabei helfen möchtest, erklärt die Anleitung , wie das geht. BW | |
| Bendorf Engerser Straße 15 (Standort) | Lothar Daniel         | Hier wohnte Lothar Daniel Jg. 1901 Flucht 1937 USA | 12. Nov. 2022 | Bild gesucht Die Wikipedia wünscht sich an dieser Stelle ein Bild vom hier behandelten Ort. Falls du dabei helfen möchtest, erklärt die Anleitung , wie das geht. BW | |
| Bendorf Engerser Straße 15 (Standort) | Norbert Daniel        | Hier wohnte Norbert Daniel Jg. 1902 Flucht 1938 USA | 12. Nov. 2022 | Bild gesucht Die Wikipedia wünscht sich an dieser Stelle ein Bild vom hier behandelten Ort. Falls du dabei helfen möchtest, erklärt die Anleitung , wie das geht. BW | |
| Bendorf Engerser Straße 15 (Standort) | Elly Alexander        | Hier wohnte Elly Alexander geb. Daniel Jg. 1902 deportiert 1942 Ghetto Warschau ermordet                                                                            | 12. Nov. 2022 | Bild gesucht Die Wikipedia wünscht sich an dieser Stelle ein Bild vom hier behandelten Ort. Falls du dabei helfen möchtest, erklärt die Anleitung , wie das geht. BW | |
| Bendorf Engerser Straße 15 (Standort) | Max Alexander         | Hier wohnte Max Alexander Jg. 1897 'Schutzhaft' 1938 Buchenwald deportiert 1942 Ghetto Warschau ermordet                                                            | 12. Nov. 2022 | Bild gesucht Die Wikipedia wünscht sich an dieser Stelle ein Bild vom hier behandelten Ort. Falls du dabei helfen möchtest, erklärt die Anleitung , wie das geht. BW | |
| Bendorf Engerser Straße 35 (Standort) | Dr. Hans Bauer        | Hier lehrte Dr. Hans Bauer Jg. 1988 im Widerstand/SPD verhaftet 18.12.1935 'Hochverrat' Gefängnis Koblenz Gestapohaft Koblenz 1938 Buchenwald befreit               | 18. Mai 2018  | Bild gesucht Der Benutzer GeorgDerReisende ( Diskussion ) wünscht sich an dieser Stelle ein Bild vom Ort mit diesen Koordinaten 50.421293 7.569841 . Motiv: Engerser Straße 35: der Stolperstein für Dr. Hans Bauer, die Lage und das Haus Falls du dabei helfen möchtest, erklärt die Anleitung , wie das geht. BW                        | |
| Bendorf Hauptstraße 99 (Standort)     | Anton Wilhelm Gelhard | Hier wohnte Anton Wilhelm Gelhard Jg. 1886 im Widerstand/SPD verhaftet 18.12.1935 Gefängnis Koblenz entlassen 1938 1944 Gestapohaft Koblenz 1944 Buchenwald befreit | 18. Mai 2018  | Bild gesucht Der Benutzer GeorgDerReisende ( Diskussion ) wünscht sich an dieser Stelle ein Bild vom Ort mit diesen Koordinaten 50.423796 7.574362 . Motiv: Hauptstraße 99: der Stolperstein für Anton Wilhelm Gelhard, die Lage und das Haus Falls du dabei helfen möchtest, erklärt die Anleitung , wie das geht. BW                     | |
| Bendorf Judengasse ()                 | Antonie Heymann       | Hier wohnte Antonie Heymann geb. Strauss Jg. 1897 deportiert 1942 Izbica ermordet in Sobibor                                                                        | 21. Jan. 2009 | Bild gesucht Der Benutzer GeorgDerReisende ( Diskussion ) wünscht sich an dieser Stelle ein Bild vom Ort mit diesen Koordinaten 50.421643 7.575971 . Motiv: Judengasse (Hnr. nicht bekannt): die Stolpersteine für die Familie Heymann, die Lage und das Haus Falls du dabei helfen möchtest, erklärt die Anleitung , wie das geht. BW     | |
| Bendorf Judengasse ()                 | Pauline Heymann       | Hier wohnte Pauline Heymann Jg. 1897 deportiert 1942 Izbica ermordet in Sobibor                                                                                     | 21. Jan. 2009 | Bild gesucht Die Wikipedia wünscht sich an dieser Stelle ein Bild vom hier behandelten Ort. Falls du dabei helfen möchtest, erklärt die Anleitung , wie das geht. BW | |
| Bendorf Judengasse ()                 | Hedwig Heymann        | Hier wohnte Hedwig Heymann Jg. 1920 deportiert 1942 Izbica ermordet in Sobibor                                                                                      | 21. Jan. 2009 | Bild gesucht Die Wikipedia wünscht sich an dieser Stelle ein Bild vom hier behandelten Ort. Falls du dabei helfen möchtest, erklärt die Anleitung , wie das geht. BW | |
| Bendorf Judengasse ()                 | Egon Heymann          | Hier wohnte Egon Heymann Jg. 1927 deportiert 1942 Izbica ermordet in Sobibor                                                                                        | 21. Jan. 2009 | Bild gesucht Die Wikipedia wünscht sich an dieser Stelle ein Bild vom hier behandelten Ort. Falls du dabei helfen möchtest, erklärt die Anleitung , wie das geht. BW | |
| Bendorf Judengasse ()                 | Manfred Heymann       | Hier wohnte Manfred Heymann Jg. 1929 deportiert 1942 Izbica ermordet in Sobibor                                                                                     | 21. Jan. 2009 | Bild gesucht Die Wikipedia wünscht sich an dieser Stelle ein Bild vom hier behandelten Ort. Falls du dabei helfen möchtest, erklärt die Anleitung , wie das geht. BW | |
| Sayn Koblenz-Olper-Str. 71 (Standort) | Bernhard Schmitz      | Hier wohnte Bernhard Schmitz Jg. 1893 deportiert 1942 Krasniczyn 1942 Sobibor ermordet                                                                              | 12. März 2016 | | Der am 22. August 1893 in Büchel geborene Bernhard Schmitz wurde mit seiner Familie am 30. April oder 3. Mai 1942 von Koblenz aus in das Ghetto Kraśniczyn deportiert. |
| Sayn Koblenz-Olper-Str. 71 (Standort) | Frieda Schmitz        | Hier wohnte Frieda Schmitz Jg. 1891 deportiert 1942 Krasniczyn 1942 Sobibor ermordet                                                                                | 12. März 2016 | | Frieda Friederike Schmitz geb. Stern (geboren am 1. März 1891 in Köln), wurde gemeinsam mit ihrem Mann und ihren Kindern in das Ghetto Kraśniczyn deportiert. |
| Sayn Koblenz-Olper-Str. 71 (Standort) | Inge Schmitz          | Hier wohnte Inge Schmitz Jg. 1924 deportiert 1942 Krasniczyn 1942 Sobibor ermordet                                                                                  | 12. März 2016 | | Ingeburg Inge Schmitz, geboren am 14. April 1924 in Koblenz und zuletzt wohnhaft in Werther und der Heil- und Pflegeanstalt zu Bendorf-Sayn wurde mit ihren Eltern und ihrem jüngeren Bruder Ernst deportiert.                                                                            |
| Sayn Koblenz-Olper-Str. 71 (Standort) | Ernst Schmitz         | Hier wohnte Ernst Schmitz Jg. 1926 deportiert 1942 Krasniczyn 1942 Sobibor ermordet                                                                                 | 12. März 2016 | | Ernst Schmitz, geboren am 6. März 1926 in Bendorf, war 16 Jahre alt, als er 1942 via Koblenz mit seiner Familie deportiert wurde. |
| Sayn Koblenz-Olper-Str. 80 (Standort) | Moritz Herz           | Hier wohnte Moritz Herz Jg. 1887 deportiert 1942 Izbica ermordet | 12. März 2016 | | Moritz Herz, geboren am 25. Oktober 1887 in Sayn wurde mit seiner Ehefrau Franziska Herz von Koblenz aus am 22. März 1942 in das Ghetto Izbica deportiert. |
| Sayn Koblenz-Olper-Str. 80 (Standort) | Franziska Herz        | Hier wohnte Franziska Herz Jg. 1890 deportiert 1942 Izbica ermordet                                                                                                 | 12. März 2016 | | Die am 27. März 1890 in Engers geborene und zuletzt in Polch und Bendorf wohnhafte Franziska Herz wurde gemeinsam mit ihrem Mann Moritz Herz von Koblenz aus am 22. März 1942 in das Ghetto Izbica deportiert.                                                                            |
| Sayn Mittelgasse 8 ()                 | Hedwig Siegmann       | Hier wohnte Hedwig Siegmann geb. Seligmann Jg. 1884 deportiert 1942 Transit-Ghetto Izbica ermordet                                                                  | 12. Nov. 2022 | Bild gesucht Der Benutzer GeorgDerReisende ( Diskussion ) wünscht sich an dieser Stelle ein Bild vom Ort mit diesen Koordinaten 50.437863 7.579835 . Motiv: Mittelgasse 8: die Stolpersteine für Hedwig Siegmann und das Ehepaar Mendel, die Lage und das Haus Falls du dabei helfen möchtest, erklärt die Anleitung , wie das geht. BW    | |
| Sayn Mittelgasse 8 ()                 | Adele Mendel          | Hier wohnte Adele Mendel geb. Seligmann Jg. 1908 Umzug/Heirat 1941 Düsseldorf deportiert 1941 Minsk ermordet                                                        | 12. Nov. 2022 | Bild gesucht Die Wikipedia wünscht sich an dieser Stelle ein Bild vom hier behandelten Ort. Falls du dabei helfen möchtest, erklärt die Anleitung , wie das geht. BW | |
| Sayn Mittelgasse 8 ()                 | Walter Kurt Mendel    | Hier wohnte Walter Kurt Mendel Jg. 1936 deportiert 1942 Transit-Ghetto Izbica ermordet                                                                              | 12. Nov. 2022 | Bild gesucht Die Wikipedia wünscht sich an dieser Stelle ein Bild vom hier behandelten Ort. Falls du dabei helfen möchtest, erklärt die Anleitung , wie das geht. BW | |